# Неплюев, Николай Иванович
Николай Иванович Неплюев (19 [30] мая 1731, Константинополь — 24 мая [4 июня] 1784, Санкт-Петербург) — вице-президент Коммерц-коллегии (с 1763); сенатор (с 1777).

## Биография
Из дворянского рода Неплюевых. Родился в Константинополе, — во время резидентуры отца, И. И. Неплюева; мать — Федосья Фёдоровна, урождённая Татищева.
В 1752 году, будучи в звании капитана, именным указом направлен в Оренбург помогать отцу в делах по управлению краем. В 1756 году, по усмирении башкир, был послан отцом в Петербург «с подробным всего того описанием и для объяснения на словах». Императрица Елизавета Петровна пожаловала его в майоры, а в 1757 году произвела в подполковники.
В 1757 году переехал из Оренбурга в Петербург вместе с отцом, уволенным в отставку. С 1763 года был вице-президентом Коммерц-коллегии, в 1777 году назначен сенатором.
Умер в Санкт-Петербурге в доме на набережной реки Фонтанки, 6 (напротив Летнего сада), в котором с 1835 года разместилось  училище Правоведения. По словам князя И. М. Долгорукова, Неплюев был «человек умный, рассудительный и деловой. Дом его был не из веселых; он вел род жизни уединенный, тихий и почти всегда сиживал один». 
Интересовался историей России и с этой целью собирал исторические материалы: так, например, по принадлежавшему ему списку В. Г. Рубан издал труд А. И. Богданова «Историческое, географическое и топографическое описание С.-Петербурга, от начала заведения его, с 1703 по 1751 г.».

## Семья

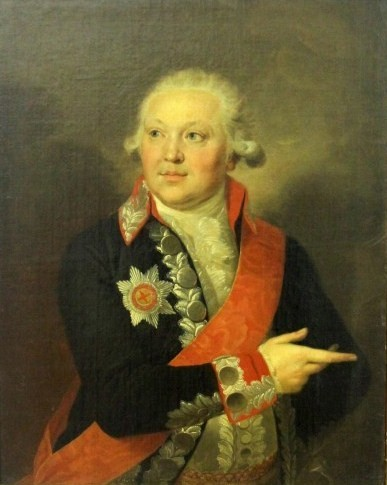
Иван Неплюев, сын

1-я жена (с 30 мая 1751 года) — княжна Татьяна Фёдоровна Мещерская (1730—20.07.1755, Оренбург), младшая дочь генерал-майора князя Фёдора Васильевича Мещерского и его первой супруги княгини Стефаниды Юрьевны; похоронена в Поддубье, в фамильном склепе. Их дети:
- Иван (26.03.1752—06.07.1823) — тайный советник, начальник Минского наместничества (1794—1796), член Государственного совета.
- Николай — умер четырёхлетним
- Сампсон — умер в младенчестве

2-я жена (с 28 января 1760 года) — Агриппина Александровна Нарышкина (12.05.1731 — ?, Санкт-Петербург), внучатая сестра Елизаветы Петровны, дочь Александра Львовича Нарышкина (1694—1746) и графини Елены Александровны Апраксиной (1708—1767). По отзыву И. М. Долгорукова, была «барыня глупая, скаредная собой, с бельмом, но родная сестра богачей Нарышкиных, и знаменитость их у двора отливалась несколько на нее, но и она все сиживала дома и играла в пикет». Дети:
- Елена (1761— ?) — умерла в младенчестве.
- Феодосия (1762— ?) — умерла в младенчестве.
- Дмитрий (1763—1806) — генерал-майор, тайный советник.
- Александра (19.04.1765— ?) — умерла в младенчестве.